# Wahlbezirk Steiermark 13
Der Wahlbezirk Steiermark 13 war ein Wahlkreis für die Wahlen zum Abgeordnetenhaus im österreichischen Kronland Steiermark. Der Wahlbezirk wurde 1907 mit der Einführung der Reichsratswahlordnung geschaffen und bestand bis zum Zusammenbruch der Habsburgermonarchie.

## Geschichte
Nachdem der Reichsrat im Herbst 1906 das allgemeine, gleiche, geheime und direkte Männerwahlrecht beschlossen hatte, wurde mit 26. Jänner 1907 die große Wahlrechtsreform durch Sanktionierung von Kaiser Franz Joseph I. gültig. Mit der neuen Reichsratswahlordnung schuf man insgesamt 416 Wahlbezirke, wobei mit Ausnahme Galiziens in jedem Wahlbezirk ein Abgeordneter im Zuge der Reichsratswahl gewählt wurde. Der Abgeordnete musste sich dabei im ersten Wahlgang oder in einer Stichwahl mit absoluter Mehrheit durchsetzen. Der Wahlkreis Steiermark 13 umfasste folgende Gerichtsbezirke:
- Bruck an der Mur (ohne die Gemeinden Bruck an der Mur und Kapfenberg, siehe Wahlbezirk Steiermark 5)
- Frohnleiten (ohne die Gemeinden Frohnleiten, Deutschfeistritz und Übelbach Markt, siehe Wahlbezirk Steiermark 5)
- Leoben (ohne die Gemeinden Leoben, St. Peter bei Leoben und Trofaiach, siehe Wahlbezirk Steiermark 5 bzw. Donawitz und Vordernberg, siehe Wahlbezirk Steiermark 6)
- Eisenerz (ohne die Stadtgemeinde Eisenerz, siehe Wahlbezirk Steiermark 6)
- Mautern (ohne die Marktgemeinde Mautern in Steiermark, siehe Wahlbezirk Steiermark 7)

Bei der Reichsratswahl 1907 setzte sich Franz Prisching von der Christlichsozialen Partei im zweiten Wahlgang durch. In der Reichsratswahl 1911 konnte Prisching sein Mandat erfolgreich verteidigen.

## Wahlergebnisse

### Reichsratswahl 1907
Die Reichsratswahl 1907 wurde am 14. Mai 1907 (erster Wahlgang) sowie am 23. Mai 1907 (Stichwahl) durchgeführt.

#### Erster Wahlgang
| Kandidat                                                                    | Partei                                     | Wahlkreisstimmen | Prozent |
| --------------------------------------------------------------------------- | ------------------------------------------ | ---------------- | ------- |
| Franz Prisching                                                             | Christlichsoziale Partei                   | 3347             | 49,4 %  |
| Julius Hilari                                                               | Sozialdemokratische Arbeiterpartei         | 1930             | 28,5 %  |
| Franz Jank                                                                  | Deutscher Agrarier/Christlicher Bauernbund | 1455             | 21,5 %  |
|                                                                             | Sonstige Parteien                          | 39               | 0,6 %   |
| Wahlberechtigte: 8461, Ungültige/Leere Stimmen: 32, Wahlbeteiligung: 80,4 % |                                            |                  |         |

#### Stichwahl
| Kandidat                                                                    | Partei                             | Wahlkreisstimmen | Prozent |
| --------------------------------------------------------------------------- | ---------------------------------- | ---------------- | ------- |
| Franz Prisching                                                             | Christlichsoziale Partei           | 3962             | 63,4 %  |
| Julius Hilari                                                               | Sozialdemokratische Arbeiterpartei | 2288             | 36,6 %  |
| Wahlberechtigte: 8461, Ungültige/Leere Stimmen: 47, Wahlbeteiligung: 74,4 % |                                    |                  |         |

### Reichsratswahl 1911
Die Reichsratswahl 1911 wurde am 13. Juni 1911 (erster Wahlgang) durchgeführt. Die Stichwahl entfiel auf Grund der absoluten Mehrheit für Franz Prisching im ersten Wahlgang.
| Kandidat                                                                    | Partei                             | Wahlkreisstimmen | Prozent |
| --------------------------------------------------------------------------- | ---------------------------------- | ---------------- | ------- |
| Franz Prisching                                                             | Christlichsoziale Partei           | 3259             | 50,7 %  |
| Rudolf Schlager                                                             | Sozialdemokratische Arbeiterpartei | 2223             | 34,6 %  |
| Anton Kapper                                                                | Deutsche Agrarier                  | 907              | 14,1 %  |
|                                                                             | Sonstige Parteien                  | 33               | 0,5 %   |
| Wahlberechtigte: 9085, Ungültige/Leere Stimmen: 37, Wahlbeteiligung: 71,1 % |                                    |                  |         |